# سن فریول
سن فریول (به اسپانیایی: San Ferreol) یک منطقهٔ مسکونی در اسپانیا است که در گاروتاکسا واقع شده‌است. سن فریول ۴۲٫۲ کیلومتر مربع مساحت دارد.